# Mellel
Mellel ist ein Textverarbeitungsprogramm für macOS. Der Name leitet sich vom hebräischen Wort Mellel מלל ab, das einfach nur Text bedeutet. Es wird von der in Tel Aviv, Israel ansässigen Softwarefirma RedleX entwickelt. Mellel bietet Funktionen, um wissenschaftliche Texte zu erstellen und zu bearbeiten. Darunter Features für automatische Nummerierungen, Inhaltsverzeichnisse, Fuß- und Endnoten, Querverweise, Kopf- und Fußzeilen, Spalten, Tabellen, Bibliografien (mit Unterstützung für die Literaturverwaltungsprogramme Bookends und Sente), Listen und Dokument-Gliederungen. Der Hersteller hat zudem für zukünftige Versionen eine Unterstützung für Indices und Marginalien angekündigt.
Mellel bietet eine Im- und Export-Funktion für RTF-Dateien. Außerdem ist die Im-/Export-Funktion des Betriebssystems für Word-Dateien nutzbar. Der Datenaustausch über RTF wird allerdings empfohlen.
Mellel speicherte bis Version 2.1 seine Dateien im proprietären Mellel-Format *.mell, Vorlagen als *.mtem; ab Version 2.1 nutzt Mellel ein proprietäres Format auf XML-Basis.

## Sprachunterstützung
Mellel bietet eine ausgeprägte Unterstützung für verschiedene Sprachen und Schriftsysteme. So ist es beispielsweise sehr einfach möglich, innerhalb eines Dokuments von Links-Rechts-Schreibung auf Rechts-Links-Schreibung zu wechseln. Unicode wird als Eingabemethode voll unterstützt. Da Mellel bei der Fontunterstützung von Mac OS X weitgehend unabhängig ist, gibt es einerseits einen über das Betriebssystem hinausgehenden Support für OpenType-Schriften, andererseits fehlt bislang eine Unterstützung für Apple Advanced Typography, sowie zahlreiche asiatische Schreibsysteme (u. a. Sanskrit, Hindi, Tibetisch, Thai). Die automatische Silbentrennung für einzelne Sprachen in Mellel kann über das Programm MellelHyphenationLab an individuelle Bedürfnisse angepasst werden.

## Systemvoraussetzungen
Um Mellel in der am 6. September 2021 veröffentlichten Version 5 nutzen zu können, wird ein Macintosh-Rechner mit mindestens macOS Version 10.7.x benötigt.